# Avneet Kaur
Avneet Kaur (Jalandhar, 13 de octubre de 2001) es una actriz, bailarina y modelo india. Es conocida por interpretar a Meera en Mardaani, Charumati en Chandra Nandini y la princesa Yasmine en Aladdin - Naam Toh Suna Hoga.